# Grace & Favour
Grace & Favour was de opvolger van Are You Being Served? De serie startte in 1992 en liep 2 seizoenen.

## Verhaallijn
Na het overlijden van Young Mr. Grace erven de vier personeelsleden die trouw zijn gebleven aan Grace Brothers (Capt. Peacock, Mr. Humphries, Mrs. Slocombe and Ms. Brahms) Millstone Manor, een hotel op het Engelse platteland. In dit gebouw is het pensioengeld van de medewerkers ondergebracht. De personeelsleden hebben de mogelijkheid om een hotel van Millstone Manor te maken.
Grootste probleem is dat de curator de persoonlijk assistente is van Young Mr. Grace Jr. 'waaronder' hij overleden is. Ook zij deelt mee in de nalatenschap van Mr. Grace Jr.
Van het bestaande personeel van Millstone Manor blijft alleen de terreinknecht en zijn dochter achter, zij beheren de boerderij die bij het hotel is aangesloten. De overige personeelsleden hebben ontslag genomen na een toespraak van Mr. Rumbold, die is gehouden voordat de personeelsleden arriveren bij Millstone Manor.
Interessant detail is dat de dochter van de terreinknecht het bed zal delen met Mr. Humphries.

## Afleveringen
In totaal zijn er twee series gemaakt van Grace and Favour met elk 6 afleveringen. Deze werden voor het eerst op televisie uitgezonden in januari en februari van respectievelijk 1992 en 1993.

#### Seizoen 1
- "The Inheritance" - Als enige overgebleven van personeelsleden na het overlijden van Mr. Grace Jr. krijgen de personeelsleden van de 'ladies and mens department' en Mrs. Lovelock (Mr. Grace zijn assistente) te horen waar hun pensioengelden in zijn gestoken: een hotel op het platteland van Engeland. Ze besluiten er een kijkje te gaan nemen en aangezien het geld wat ze zouden krijgen uit de pensioenen zo laag is, besluit Mrs. Slocombe een balletje op te gooien om zelf het hotel te gaan runnen.
- "Under Arrest" - De personeelsleden gaan wennen aan het leven op het platteland en de bijbehorende klusjes en taken. Als Captain Peacock en Mrs. Slocombe onderweg zijn naar het dorp om boodschappen te doen, vinden ze een blokkade op hun weg: een 'verlaten' paard met wagen, als Mrs. Slocombe deze aan de kant probeert te zetten slaat het paard op hol en rent richting het dorp. Daarop wordt Mrs. Slocombe aangehouden. De zoektocht naar nieuw personeel levert nog niet veel op.
- "The Court Case" - Mrs. Slocombe en de rest van personeelsleden maken zich op voor de rechtszaak over het paard dat door haar was 'gestolen'. Na een lange zitting komt uiteindelijk Mr. Moulterd aan het woord en daarop wordt door de jury besloten Mrs. Slocombe vrij te spreken.
- "Looking for Staff" - Mr. Rumbold maakt bekend dat er het aanstaande weekend een goed betalend Amerikaans gezelschap langs zal komen. Maar om de gasten te ontvangen moeten de handen eerst nog uit de mouwen worden gestoken, waarop de personeelsleden snel aan de slag gaan. 's Avonds staan de sollicitatiegesprekken op het programma, echter, geen van de sollicitanten is geschikt waardoor het hotel nog steeds zonder personeel zit.
- "Things that go Bump in the Night" - De komst van het Amerikaanse gezelschap nadert, maar er is nog steeds geen personeel. Daarop besluiten ze, in ieder geval voor de foto die op de brochure komt, de vacatures zelf op te vullen. Echter, op advies van Miss Lovelock worden de baantjes en taken opnieuw verdeeld. 's Avonds worden de personeelsleden wakker gehouden door het onweer, dat volgens de Moulterds iets "onzichtbaars" tot leven wekt, en Tiddles waardoor ze noodgedwongen door het hotel moeten ronddwalen.
- "American Tourists" - Het gezelschap Amerikanen is gearriveerd in het hotel en het valt de personeelsleden niet mee om de boel draaiende te houden. Vooral als blijkt dat er voor het afsluitende programma flink geïmproviseerd moet worden.

#### Seizoen 2
- "The Gun" - De personeelsleden zijn amper bekomen van het Amerikaanse bezoek als Captain Peacock een pistool in een la van zijn bureau aantreft. Als hij het pistool aan het bestuderen is, gaat het per ongeluk af en mist Mr. Humphries en Miss Lovelock op een haar na. Hierop belt Mr. Rumbold de politie zodat zij het wapen kunnen innemen, de politie denkt echter dat er een gijzeling aan de gang is met Captain Peacock als gijzelnemer en hierop start de nogal dommige inspecteur een onderzoek.
- "The Cricket Match"
- "Mr. Slocombe"
- "A Mummified Cat"
- "The Mongolians"
- "The Darts Match"

## Acteurs
| Acteur           | Personage                           |
| ---------------- | ----------------------------------- |
| John Inman       | Mr. Wilberforce Clayborne Humphries |
| Frank Thornton   | Captain Stephen Peacock             |
| Mollie Sugden    | Mrs. Betty Slocombe                 |
| Wendy Richard    | Miss Shirley Brahms                 |
| Nicholas Smith   | Mr. Cuthbert Rumbold                |
| Billy Burden     | Maurice Moulterd                    |
| Fleur Bennett    | Mavis Moulterd                      |
| Joanne Heywood   | Jessica Lovelock                    |
| Shirley Cheriton | Miss Prescott                       |
| Michael Bilton   | Mr. Thorpe                          |
| Gregory Cox      | Mr. Frobisher                       |
| Andrew Joseph    | Joseph Lee                          |